# Liste genealogischer Datenbanken
In der unten stehenden Liste großer genealogischer Datenbanken stehen Datenbanken und Genealogiedienste im Internet, in die digitalisierte und indizierte Quellen sowie andere Forschungsergebnisse der Familienforschung eingetragen werden können. Andere Forscher können so erfahren, was bereits erforscht wurde, und bei Interesse in Verbindung treten.
Diese Datenbanken lassen sich unterteilen in Kontaktdatenbanken, in denen nur veröffentlicht wird, wer wann wo nach welchen Namen forscht (die konkreten Details müssen in privater Kommunikation ausgetauscht werden), und Ergebnisdatenbanken mit den konkreten Forschungsergebnissen, sodass man schon vor der Kontaktaufnahme wissen kann, ob man eventuell gemeinsame Vorfahren hat.
Über GENDEX-Suchdienste können zudem private genealogische Homepages gefunden werden.
Mögliche Vorteile, die das Einstellen der Daten in Datenbanken haben kann, im Überblick:
- Kontaktaufnahme zu anderen Genealogen / entfernten Verwandten
- Vermeidung zeitaufwändiger Doppelarbeit
- Koordination von Forschungsarbeiten
- Erhalt von Hinweisen zu Quellen und anderen Forschungsergebnissen

Ein Nachteil ist, dass die Hoheit über die selbst erforschten Daten aufgegeben wird, insbesondere da viele der hier aufgeführten Dienste kommerziell orientiert sind.

## Liste großer genealogischer Datenbanken
Im Folgenden sind einige für die Ahnenforschung relevante Online-Datenbanken gelistet. Sie stehen beispielhaft für die größten genealogischen Datensammlungen. Einige Datenbanken stellen nur Quellen zur Verfügung, andere erlauben auch den Aufbau von eigenen Stammbäumen oder die Mitarbeit an einem Weltbaum.
| Name                                                                        | Anzahl der Personen-Datensätze (gerundet) (JAHR) | Weblink                          | Beschreibung | Kosten                                                                     | Land (Sitz) |
| --------------------------------------------------------------------------- | ------------------------------------------------ | -------------------------------- | --- | -------------------------------------------------------------------------- | --- |
| Ancestry.com                                                                | 60.000.000.000 (2024)                            | ancestry.com                     | Sammlung von GEDCOM-Dateien, Sammlung digitalisierter genealogischer Originaldokumente, DNA-Datenbank, weltweit. | Einige Funktionen kostenpflichtig                                          | USA |
| MyHeritage                                                                  | 33.700.000.000 (2025)                            | myheritage.de                    | Sammlung von GEDCOM-Dateien, Sammlung digitalisierter genealogischer Originaldokumente, DNA-Datenbank, weltweit. | Einige Funktionen kostenpflichtig                                          | Israel |
| FamilySearch                                                                | 20.500.000.000 (2024)                            | familysearch.org                 | Datenbank der Mormonen. Basierend auf mikroverfilmten Kirchenbüchern weltweit. Großer, gemeinsamer Stammbaum. | Kostenfrei                                                                 | USA |
| Geneanet                                                                    | 9.000.000.000 (2025)                             | geneanet.org                     | Sammlung von GEDCOM-Dateien, Sammlung digitalisierter genealogischer Originaldokumente, weltweit. Gehört zu Ancestry.com | Einige Funktionen kostenpflichtig                                          | Frankreich |
| FindMyPast                                                                  | 3.620.000.000 (2025)                             | findmypast.com                   | Sammlung von GEDCOM-Dateien, Sammlung digitalisierter genealogischer Originaldokumente, weltweit. | Einige Funktionen kostenpflichtig                                          | Vereinigtes Königreich |
| Fold3                                                                       | 640.000.000 (2025)                               | fold3.com                        | Ehemals „Footnote“. Umfassende Sammlung von Volkszählungen (Census), Meldestellen und historischen Zeitungsartikeln. Einige wenige Originaldokumente können kostenlos betrachtet werden. Gehört zu Ancestry.com. | Teilweise kostenpflichtig                                                  | USA |
| Free BMD                                                                    | 399.000.000 (2025)                               | freebmd.org.uk                   | Archiv von England und Wales ab 1837 von Geburten, Ehen und Sterbeurkunden. Anzeige der Original-Dokumente möglich. | Kostenfrei                                                                 | Vereinigtes Königreich |
| openarchives                                                                | 353.000.000 (2025)                               | openarch.nl                      | Genealogische Daten öffentlicher Archive. | Einige Funktionen kostenpflichtig                                          | Niederlande |
| Find a Grave                                                                | 250.000.000 (2025)                               | findagrave.com                   | Bilder und Datensammlung von Grabsteinen auf Friedhöfen weltweit. Gehört zu Ancestry.com | Kostenfrei                                                                 | USA |
| Filae                                                                       | 250.000.000 (2025)                               | filae.com                        | Sammlung digitalisierter genealogischer Originaldokumente aus Frankreich. Gehört zu MyHeritage | Einige Funktionen kostenpflichtig                                          | Frankreich |
| WieWasWie                                                                   | 235.000.000 (2023)                               | wiewaswie.nl                     | Durchsucht historische Dokumente. | Einige Funktionen kostenpflichtig                                          | Niederlande |
| Portale Antenati                                                            | 147.000.000 (2025)                               | antenati.cultura.gov.it          | Sammlung digitalisierter genealogischer Originaldokumente aus Italien | Kostenfrei                                                                 | Italien |
| Geni.com                                                                    | 133.000.000 (2019)                               | geni.com                         | Großer, gemeinsamer Stammbaum. Gehört zu MyHeritage. | Überwiegend kostenpflichtig                                                | USA |
| Family Tree Seeker                                                          | 80.400.000 (2025)                                | familytreeseeker.com             | Index zu genealogischen Personendaten auf privaten Homepages (GENDEX), weltweit. |                                                                            | Niederlande |
| Geneteka                                                                    | 58.400.000 (2025)                                | geneteka.genealodzy.pl           | Sammlung digitalisierter genealogischer Originaldokumente | Kostenfrei                                                                 | Polen |
| Genealogie Online                                                           | 55.500.000                                       | genealogieonline.nl              | Sammlung von Stammbaum-Daten, Totenzettel etc. multilingual | Grundfunktion kostenlos, Abonnement kostenpflichtig                        | Niederlande |
| BillionGraves                                                               | 52.700.000 (2024)                                | billiongraves.com                | Bilder und Datensammlung von Grabsteinen auf Friedhöfen weltweit. | Kostenfrei                                                                 | USA |
| WikiTree                                                                    | 44.900.000 (2025)                                | wikitree.com                     | Großer, gemeinsamer Stammbaum mit besonderer Wertlegung auf akkurate Daten. Betreiber ist die Interesting.com, New York. | Kostenfrei. Für Mitarbeit kostenlose Registrierung und Freischaltung nötig | USA |
| Jewish Gen                                                                  | 40.300.000 (2024)                                | jewishgen.org                    | Sammlung genealogischer Dokumente der jüdischen Gemeinde weltweit | Einige Funktionen kostenpflichtig                                          | USA |
| GedBas                                                                      | 30.400.000 (2024)                                | gedbas.genealogy.net             | Sammlung von GEDCOM-Daten. Betrieben vom CompGen – Verein für Computergenealogie. | Kostenfrei                                                                 | Deutschland |
| Nationales Archiv Norwegen                                                  | 28.000.000 (2017)                                | arkivverket.no                   | Durchsucht digitalisierte Archive. |                                                                            | Norwegen |
| culture.fr                                                                  | 25.000.000                                       | culture.fr                       | Durchsucht digitalisierte Archive. |                                                                            | Frankreich |
| GenTeam                                                                     | 21.200.000 (2021)                                | genteam.eu                       | Datenbanken von Historikern und Ahnenforschern für Ahnenforscher, Heimatforscher und Historiker – Kostenlose Registrierung notwendig. Österreich, Bayern, Slowakei, Slowenien und Tschechien, Verlustlisten Österreich-Ungarn 1. Weltkrieg, Ortsverzeichnis für Österreich, Tschechien, Slowakei, Slowenien, Südtirol (heute Italien)                            | Kostenfrei                                                                 | Österreich, Ungarn |
| Online-Ortsfamilienbücher                                                   | 21.100.000 (2025)                                | online-ofb.de                    | Sammlung von historischen Ortsfamilienbüchern. Betrieben vom CompGen – Verein für Computergenealogie. | Kostenfrei                                                                 | Deutschland |
| Familia Austria, Österreichische Gesellschaft für Genealogie und Geschichte | 17.000.000 (2025)                                | familia-austria.at               | 11 Datenbanken für Genealogen, Historiker, Ahnen-, Heimat- und Regionalforscher in der alten österreichischen Habsburgermonarchie, ab 1867: Österreich-Ungarn. | Voransicht kostenfrei                                                      | Österreich, Ungarn, Tschechische Republik, Slowakei, Slowenien, Kroatien, Bosnien-Herzegowina, Italien, Polen, Ukraine, Rumänien, Serbien |
| Ryerson Index                                                               | 9.580.000 (2025)                                 | ryersonindex.net                 | Durchsucht Archive von 225 verschiedenen australischen Tageszeitungen. |                                                                            | Australien |
| CompGen Verlustlisten                                                       | 8.550.000 (2023)                                 | CompGen Verlustlisten            | Durchsuchbare Archive von Verlustlisten des Ersten Weltkriegs. Betrieben vom CompGen – Verein für Computergenealogie. | Kostenfrei                                                                 | Deutschland |
| GedComp                                                                     | 6.500.000                                        | GedComp                          | Sammlung von GEDCOM-Daten seit 1997. International, Dänemark mit Schleswig-Holstein. |                                                                            | Dänemark |
| Grabstein-Projekt                                                           | 6.400.000 (2025)                                 | grabsteine.genealogy.net         | Sammlung von Personendaten auf Grabsteinen. 4,1 Mill. Grabstein-Fotos von über 9.560 Friedhöfen können kostenlos angesehen werden (Stand: 08.2025). Öffentliches Mitmach-Projekt, Teil vom CompGen – Verein für Computergenealogie. Anerkanntes Projekt der Bürgerwissenschaft Erklärvideo Dokumentation von Friedhöfen                                          | Kostenfrei                                                                 | Deutschland |
| Volksbund Deutsche Kriegsgräberfürsorge                                     | 5.400.000 (2025)                                 | volksbund.de                     | Enthält Daten aus Kriegsgräbern und Denkmälern. | Kostenfrei                                                                 | Deutschland |
| Familienanzeigen in Tageszeitungen                                          | 4.490.000 (2025)                                 | familienanzeigen.genealogy.net   | Sammlung von Familienanzeigen aus Tageszeitungen (Taufen, Hochzeiten, Todesanzeigen). Betrieben vom CompGen – Verein für Computergenealogie. | Kostenfrei                                                                 | Deutschland |
| Historische Adressbücher                                                    | 4.400.000 (2025)                                 | www.adressbuecher.net            | Sammlung von Daten aus historischen Adressbüchern. Betrieben vom CompGen – Verein für Computergenealogie. | Kostenfrei                                                                 | Deutschland |
| Denkmalprojekt                                                              | 4.470.000 (2025)                                 | denkmalprojekt.org               | Die Datenbank enthält Namen und Fotos von Gefallenendenkmälern. | Kostenfrei                                                                 | USA |
| WeRelate                                                                    | 3.150.000 (2025)                                 | werelate.org                     | Genealogie-Wiki in den USA, betrieben von der Foundation for On-Line Genealogy und der Allen County Public Library. Die Benutzer sind dazu angehalten, die Quellen zu dokumentieren – der Fokus liegt dabei auf Primärquellen. Der Upload von GEDCOM-Dateien ist möglich. Existierende Datensätze werden zusammengeführt, womit Duplikate ausgeschlossen werden. |                                                                            | |
| Arbeitskreis Volkszahl-Register                                             | 2.810.000 (2025)                                 | akvz.de                          | Sammlung handschriftlicher Volkszählungen aus Schleswig-Holstein und Mecklenburg im Zeitraum von 1693 bis 1864. | Kostenfrei                                                                 | Deutschland |
| Archion                                                                     | 2.500.000                                        | archion.de                       | Digitalisierung von evangelischen Kirchenbücher-Seiten | Kostenpflichtig                                                            | Deutschland |
| Brandenburgische Genealogische Gesellschaft „Roter Adler“ e. V.             | 1.570.000                                        | Datenbanken der BGG              | Derzeit 18 Datenbankprojekte zur historischen Mark Brandenburg (mit Altmark, Neumark und Niederlausitz). Darunter das Ortsverzeichnis Brandenburg, Pfarrerdatenbank, Friedhofs- und Grabsteindatenbank (alles meist Mitmachprojekte), Anerkanntes Projekt der Bürgerwissenschaft                                                                                 | Kostenfrei                                                                 | Brandenburg (Deutschland, Polen) |
| Todesanzeigen-Portal                                                        | 1.660.000 (2025)                                 | todesanzeigenportal.ch           | Sammlung von Todesanzeigen aus Schweizer Zeitungen | Kostenfrei                                                                 | Schweiz |
| Geneal-Tree                                                                 | 980.000 (2023)                                   | geneal-forum.com/tng             | Genealogische Daten privater Stammbäume | Kostenfrei                                                                 | Europa |
| Mapping the Lives                                                           | 953.000 (2023)                                   | mappingthelives.org              | Datenbank mit biografischen Einträgen und Wohnorten von Verfolgten des NS-Regimes und ihren Familienangehörigen. | Kostenfrei                                                                 | Deutschland |
| Wikipedia Personensuche                                                     | 990.866 (2023)                                   | Wikipedia Personensuche          | Durchsucht die Liste aller Biografien, die in der deutschsprachigen Wikipedia enthalten sind. | Kostenfrei                                                                 | |
| Rodovid                                                                     | 809.000                                          | rodovid.org                      | Wiki-Seiten mit vielen Stammbäumen berühmter Persönlichkeiten. |                                                                            | |
| Bremer Passagierlisten                                                      | 729.000 (2023)                                   | Passagierlisten.de               | Datenbank der „MAUS“ – Gesellschaft für Familienforschung e. V. Bremen in Zusammenarbeit mit dem Staatsarchiv Bremen. | Kostenfrei                                                                 | Deutschland |
| Portrait Archiv                                                             | 370.000 (2023)                                   | portraitarchiv.ch                | Datenbank der Zentralschweizerischen Gesellschaft für Familienforschung (ZGF) mit Bildern von Verstorbenen. Einfache Stammbaumabbildung (Grosseltern – Eltern – Kinder). | Kostenfrei                                                                 | Schweiz |
| Matricula                                                                   | unbekannt                                        | matricula-online.eu              | Datenbank aus digitalisierten (meist römisch-katholischen) Kirchenbücher (Tauf-, Trauungs- und Sterbebücher) aus Österreich, Bosnien und Herzegowina, Deutschland, Italien, Luxemburg, Serbien und Slowenien. | Kostenfrei                                                                 | Österreich |
| OldNews                                                                     | unbekannt                                        | oldnews.com                      | Datenbank aus indexierten historischen Zeitungsartikeln. Gehört zu MyHeritage. | Überwiegend kostenpflichtig                                                | USA |
| DiLibra                                                                     | unbekannt                                        | dilibra.com bzw. genealogy24.com | Weltweit grösste Sammlung mit Ahnenpässen und Familienstammbücher | Kostenfrei                                                                 | Deutschland |

## Genealogische Meta-Suchmaschinen
Meta-Suchmaschinen nutzen gleichzeitig viele vorhandene Suchmaschinen im Internet. Eine Suchanfrage braucht also nur einmal erstellt zu werden. Die Ergebnisse der verschiedensten Datenquellen werden einheitlich und sortiert dargestellt.
| Name                    | Anzahl der Personen-Datensätze | Weblink                    | Beschreibung | Kosten     | Land (Sitz) |
| ----------------------- | ------------------------------ | -------------------------- | --- | ---------- | ----------- |
| GlobalGenSearch         | 17.032.773.678                 | GlobalGenSearch            | Durchsucht die meisten großen genealogischen Datenbanken weltweit. | Kostenfrei | Deutschland |
| Genealogy.net Metasuche | 40.000.000                     | Metasuche in Genealogy.net | Durchsucht folgende Datenbanken: FOKO (Forscher-Kontakte), GedBas (genealogische Datenbasis), Online-Ortsfamilienbücher, historischer Adressbücher, Vereinsmitgliederdatenbanken, Grabstein-Projekt, Verlustlisten 1. WK, Volkszählregister Schleswig-Holstein, Grabsteine Ostfriesland. Betrieben vom CompGen – Verein für Computergenealogie. | Kostenfrei | Deutschland |